# Algeriet i olympiska sommarspelen 1964
Algeriet deltog i de olympiska sommarspelen 1964 med 1 deltagare. 